# Gigel Anghel
Gigel Anghel (ur. 25 lutego 1955) – rumuński zapaśnik walczący w stylu wolnym. Olimpijczyk z Montrealu 1976, gdzie odpadł w eliminacjach w kategorii do 57 kg.
Czwarty na mistrzostwach Europy w 1976. Trzeci na MŚ juniorów w 1975 roku.